# Aston Martin DB7
Aston Martin DB7 är en sportbil, tillverkad av den brittiska biltillverkaren Aston Martin mellan 1994 och 2004. Modellen var en stor succé för Aston och byggdes i ungefär 7 000 exemplar.
DB7 togs fram med hjälp av Fords resurser och blev en nystart för Aston. Mycket av tekniken härstammar från likaledes Ford-ägda Jaguar, i synnerhet det nedlagda XJ41-projektet. Chassit är en utveckling av XJ-S och motorn härstammar från XJ. I likhet med XJ-seriens högprestandamodell XJR valde man en mekanisk kompressor av typ Eaton M90 för att höja effekten, men i DB7 utgick man från den mindre varianten av AJ16-motorn på 3,2 liter. I slutändan fick man ändå ut en något högre sluteffekt än i den 4 liter stora XJR-motorn. Bilen byggdes inte, som föregångarna, i Newport Pagnell, utan i en egen fabrik i Bloxham, Oxfordshire. 1996 introducerades den öppna DB7 Volante. Modellen ersattes av de tolvcylindriga Vantage.

## Varianter
| Modell      | Motor               | Cylindervolym | Effekt | Bränsle                        |
| ----------- | ------------------- | ------------- | ------ | ------------------------------ |
| DB7         | 6-cyl radmotor dohc | 3239 cm³      | 335 hk | Bränsleinsprutning, kompressor |
| DB7 Vantage | 12-cyl V-motor dohc | 5935 cm³      | 420 hk | Bränsleinsprutning             |
| DB7 GT      | 12-cyl V-motor dohc | 5935 cm³      | 435 hk | Bränsleinsprutning             |
| DB7 Zagato  | 12-cyl V-motor dohc | 5935 cm³      | 440 hk | Bränsleinsprutning             |

1999 introducerades DB7 Vantage med V12-motor och modernare växellådor och den tillverkades t o m December 2004 då DB9 introducerades. 2002 lanserades också två specialmodeller parallellt med DB7 Vantage, nämligen DB7 GT och DB7 GTA.
Aston Martin DB7 GT fick höjd effekt till 435 hk emedan GTA med automatlåda behöll de 420 hk. Utseendemässigt ändrades bilen på några punkter; GT/GTA fick en nätgrill, ventilationsdetaljer på motorhuven, en integrerad spoiler på bakluckan och en växelspaksknopp i aluminium. Bilen fick också speciella GT/GTA fälgar med fem ekrar.
Rent mekaniskt så förbättrades GT/GTA genom att bilen fick förbättrad hjulupphängning, kraftigare krängningshämmare samt större bromsar från Brembo.
DB7 Zagato: Mellan 2002 och 2003 byggde Zagato 100 bilar på ett kortat chassi.
DB7 AR1: 2003 byggde Aston 100 roadsters för USA-marknaden (AR1 = American Roadster 1). Bilen levererades utan sufflett.